# Ruteloryctes
Ruteloryctes är ett släkte av skalbaggar. Ruteloryctes ingår i familjen Dynastidae.
Kladogram enligt Catalogue of Life:
| Ruteloryctes | \| \| Ruteloryctes bis \| \| \| \| \| \| Ruteloryctes morio \| \| \| \| |
|              | \| \| Ruteloryctes bis \| \| \| \| \| \| Ruteloryctes morio \| \| \| \| |
|              | Ruteloryctes bis                                                        |
|              |                                                                         |
|              | Ruteloryctes morio                                                      |
|              |                                                                         |